# Hèl·lade (tema)
|  | No s'ha de confondre amb Hèl·lade. |

L'Hèl·lade o Hèl·lada, en grec medieval θέμα Ἑλλάδος, va ser un tema o divisió civil i militar de l'Imperi Romà d'Orient situada al sud de Grècia, que incloïa parts de la Grècia central, de Tessàlia i (fins al voltant de l'any 800) del Peloponès. Es va establir a principis del segle vii i va sobreviure fins a finals del segle xi.

## Història
La paraula Hellas s'utilitzava des del segle vi per designar el sud de Grècia en sentit administratiu. Al llibre titulat Συνέκδημος (Sinecdem) escrit per Hièrocles s'utilitza per designar una província que incloïa Eubea, Beòcia, l'Àtica i el Peloponès. Durant el segle vii, el col·lapse de la frontera amb el Danubi va provocar les invasions eslaves i l'establiment de comunitats a la península balcànica. A Grècia, les tribus eslaves van realitzar incursions i assentaments sense oposició. Fins i tot van ser ajudades per l'Imperi que buscava protegir-se de les conquestes musulmanes a l'est. La majoria dels grecs es van refugiar en ciutats fortificades, a les illes o a Itàlia.
La creació del tema de l'Hèl·lade es va fer entre el 687 i el 695 durant el primer regnat de Justinià II (685-695 i 705-711) segurament després de la campanya contra els eslaus del 688/689. El primer estrateg del tema es va dir Lleonci, testificat el 695. Era un antic estrateg del tema dels Anatòlics que va caure en desgràcia després de la derrota a la batalla de Sebastòpolis contra els Omeies. Les fonts contemporànies no parlen de tema per designar Hèl·lade abans del segle viii i li donaven el nom de strategia (governada per un estrateg) però és gairebé segur que aquest territori va constituir des del principi una entitat administrativa similar a altres temes. El tema ocupava les antigues terres de la província d'Acaia que estaven encara sota control imperial. L'abast original del tema encara no és clar, però era la base del control romà d'Orient a la regió. El tema deuria cobrir les costes orientals de Grècia (parts de Tessàlia, de la Fòcida, de la Ftiòtida i de Beòcia, i també l'Àtica i Eubea). També deuria incloure l'est del Peloponès i algunes illes de la mar Egea com Skiros i Kea. No és clar si Atenes o Tebes n'era la capital, però sembla més probable que fos Tebes. De fet, va ser la seu de l'estrateg a principis del segle x, però a partir de la segona meitat d'aquell segle, es va traslladar a Làrissa.
Com que no ocupava gaire territori cap a l'interior, el tema es va orientar decididament cap al mar des del seu origen. Justinià II hi va instal·lar diversos milers de mardaïtes, que van proporcionar guarnicions i tripulacions per a esquadrons navals locals. El nombre de tropes terrestres va ser bastant baix durant l'existència del tema. Warren Treadgold parla de 2.000 homes. La flota de l'Hèl·lade va tenir un paper important en la revolta anti-iconoclasta del 726. Durant el segle viii, l'autoritat imperial es va estendre gradualment cap a l'interior. Els eslaus van ser cristianitzats i sotmesos a l'autoritat romana d'Orient. L'expedició contra els eslaus de l'eunuc Estauraci el 783 va fer possible restaurar i estendre de nou la sobirania imperial a la regió, en particular al Peloponès i al nord de Grècia. Finalment, aquests esdeveniments van conduir a la separació del Peloponès que va formar un tema separat a partir de la dècada del 800.
Al segle ix i principis del X, el tema va patir atacs dels sarraïns, sobretot després de la caiguda de Creta el 820. A més, va haver de fer front a les repetides incursions del kan dels búlgars Simeó I el Gran (893-927) que fins i tot van afectar el Peloponès. A partir del final del segle ix, hi va haver una creixent prosperitat del tema i també de tota Grècia, on es van fundar noves ciutats i es van establir noves indústries com ara la indústria de la seda a Tebes. Les amenaces búlgares van tornar durant el regnat de Samuel de Bulgària, que va ocupar Tessàlia el 987 i va llençar diverses incursions molt destructives contra la Grècia central i el Peloponès fins que va ser derrotat en la batalla de l'Esperqueu el 997. La regió va tenir llavors un llarg període de pau, que només es va interrompre per les incursions rebels de Pere Deljan el 1040 i 1041 i els atacs normands infructuosos sobre Tessàlia el 1082 i 1083.
Durant els segles x i XI, el tema va ser governat sovint pel mateix estrateg que el tema del Peloponès. L'administració civil, que va créixer en importància, també també compartia els protonotaris, els pretors i els kritai, comuns als dos temes. A principis del segle xi, sembla que Tessàlia es va desvincular del tema de l'Hèl·lade i es va vincular al tema de Tessalònica fins a principis del segle xii. A finals del segle xi, el tema de l'Hèl·lade i la del Peloponès eren sota la direcció del megaduc, el cap de la marina de l'Imperi. Gradualment, van aparèixer jurisdiccions més petites al voltant dels dos temes, que van donar lloc a les divisions conegudes com a horia, cartoularata i episkepseis al segle xii, mentre que desapareixien els temes de l'Hèl·lade i del Peloponès. El territori del tema de l'Hèl·lade va quedar en mans dels romans d'Orient fins a principis del segle xiii, quan va passar a mans de l'Imperi Llatí després de la Quarta Croada i hi van fundar el regne de Tessalònica i el ducat d'Atenes.